# 甲热布错
甲热布错（藏語：རྒྱ་རབ་བུལ་མཚོ，威利转写：rgya rab bul mtsho，THL：Gyarap Bültso，藏语拼音：Gyarab Pünco）位于中国西藏自治区那曲市尼玛县境内，地处尼玛县中部，木噶岗日山南麓。湖面海拔4635米，面积36.4平方公里。湖区气候寒冷干燥，年均气温-2℃，年均降水量150～200毫米。湖水主要依靠冰雪融水和泉水补给，集水区面积759.6平方公里，补给系数20.9。